# Rundsilo (Egernførde)
Rundsiloen i Egernførde blev bygget i en kombination af tysk hjemstavnsstil og ekspressionisme i årene 1931 til 1932 som kornsilo efter tegninger af arkitekten Heinrich Hansen fra Kiel (1881-1955, ikke at forveksle med den danske arkitekt af dette navn). Den runde silo med de trapezformede siloceller og en kapacitet på op til 3500 tons blev frem til 1986 brugt af en foderstoffabrik. Der er nu planer om at finde en ny anvendelse af bygningen. En del af bygningen er allerede omdannet til restaurant.
Bygningen, som blev fredet i 1972, er placeret direkte ved havnen i Egernførdes midtby. Siloen regnes for en af byens vartegn. 

## Eksterne links
- Industrimuseum Slesvig Arkiveret 10. juli 2009 hos  Wayback Machine

54°28′27.3″N 9°50′09.6″Ø / 54.474250°N 9.836000°Ø